# Kragen Lum

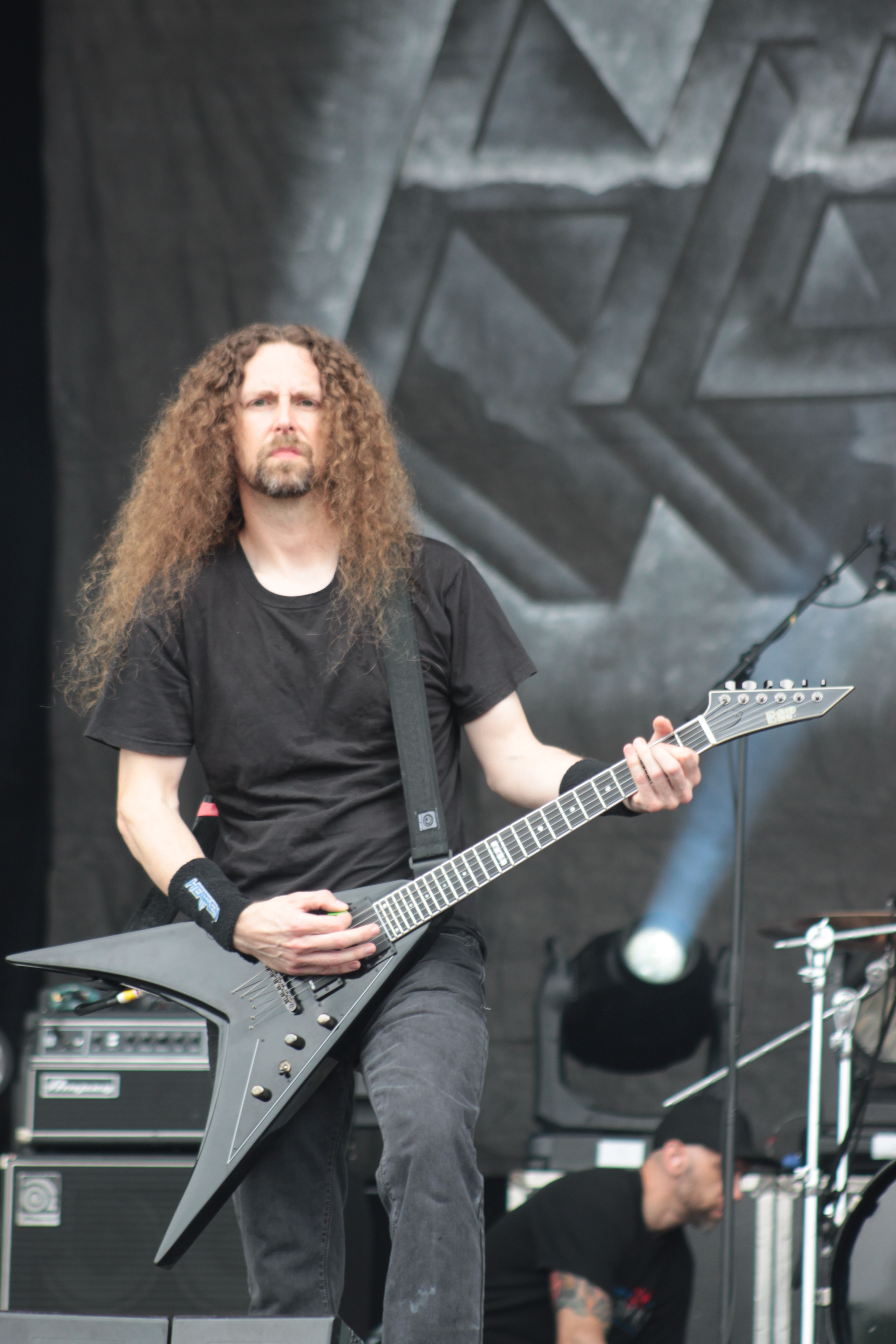
Kragen Lum (2012)

Kragen Lum (* 27. Juni 1971 in Santa Monica) ist ein US-amerikanischer Gitarrist. Lum ist Mitglied der Bands Heathen und Prototype und spielte zuvor bei Psychosis.

## Werdegang
Lum gründete im Jahre 1988 die in Los Angeles ansässige Thrash-Metal-Band Psychosis, die im Jahre 1992 ihr erstes und einziges Studioalbum Lifeforce veröffentlichten. Zwei Jahre später fiel die Band auseinander und Lum gründete zusammen mit dem Sänger Vince Levalois die Progressive-Metal-Band Prototype, mit denen Lum drei Studioalben veröffentlichte. Zwischenzeitlich schloss er sich im Jahre 2007 der Thrash-Metal-Band Heathen an, die 2010 ihr Comeback-Album The Evolution of Chaos veröffentlichten.
Im Jahre 2011 steuerte Lum auf dem Album Leveling the Plane of Existence von der Band Absymal Dawn für zwei Lieder Gitarrensoli bei. Im Sommer 2013 half Kragen Lum der Band Exodus während ihrer Europatournee aus, da der Exodus-Gitarrist Gary Holt gleichzeitig bei Slayer aushalf. Im Jahr 2015 half er abermals bei Exodus im Zuge der Dark Roots of Thrash Tour mit Testament und der darauf folgenden Europatournee aus.

## Diskografie
mit Psychosis
- 1992: Lifeforce[4]
- 2010: Psychosis[4]
- 2012: By Our Hand[4]

mit Prototype
siehe Prototype/Diskografie
mit Heathen
- 2010: The Evolution of Chaos
- 2020: Empire of the Blind